# Helina nemoralis
Helina nemoralis är en tvåvingeart som först beskrevs av Stein 1913.  Helina nemoralis ingår i släktet Helina och familjen husflugor. Inga underarter finns listade i Catalogue of Life.